# بنر تاونشیپ، شهرستان دیکینسون، کانزاس
بنر تاونشیپ (به انگلیسی: Banner Township) یک منطقهٔ مسکونی در ایالات متحده آمریکا است که در شهرستان دیکینسون، کانزاس واقع شده‌است. بنر تاونشیپ ۹۲٫۴۷ کیلومتر مربع مساحت و ۱۴۸ نفر جمعیت دارد و ۴۲۱ متر بالاتر از سطح دریا واقع شده‌است.